# Heinrich Geffcken

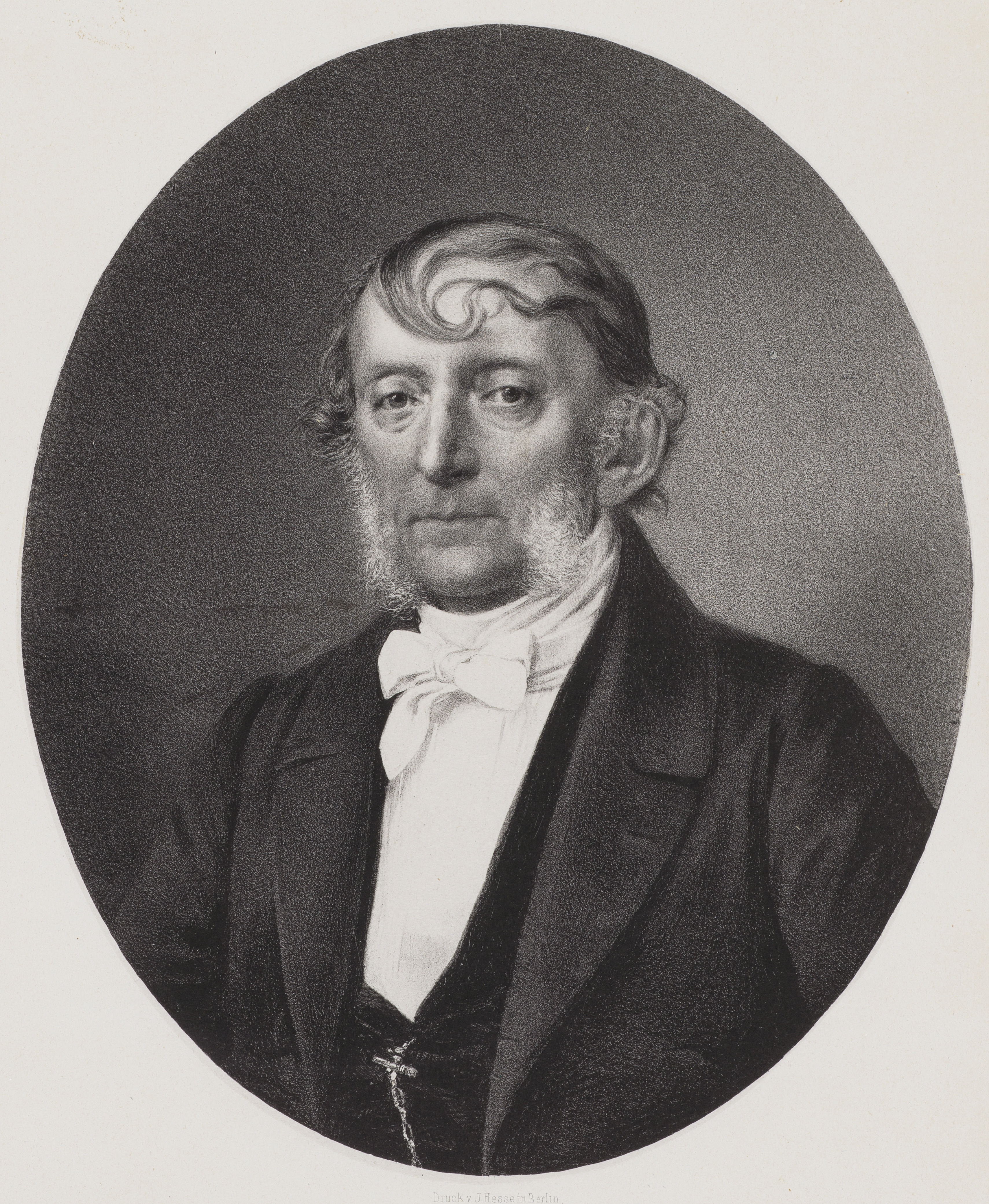
Lithographie von Johann Friedrich Hesse (1860)

Heinrich Geffcken (* 24. Oktober 1792 in Hamburg; † 3. Dezember 1861 ebenda) war ein Hamburger Kaufmann und Senator.

## Familie
Heinrich Geffcken war Sohn des Hamburger Kaufmanns Hinrich Geffcken, gebürtig aus Neuhaus a. Oste und der Susanna Hoppe. Seine jüngeren Brüder waren der Apotheker Eduard Geffcken, der Kaufmann und Präses der Handelskammer (Mai 1835 bis Juni 1836)  Gottfried Geffcken (1796–1842) und der spätere Pastor Johannes Geffcken. Er heiratete 1816 die Lüneburger Pastorentochter Elisabeth Merckel, eine Enkelin des Hamburger Theologen Johann Dietrich Winckler. Geffckens Sohn war Friedrich Heinrich Geffcken, seine Tochter Maria heiratete den späteren Senator Emil von Melle. Seine Tochter Minna (1823–1886) war seit 1845 mit dem Buchhändler Gustav Eduard Nolte verheiratet. Seine Enkel waren ferner der Senator Werner von Melle und Antoinie von Melle, die mit Otto Wilhelm Mönckeberg verheiratet war. Ein weiter bekannter Enkel war der Rechtsanwalt Gustav Eduard Nolte. Heinrich Geffckens Schwester Henriette Geffcken heiratete den Kaufmann und Oberalten Carl Philipp Kunhardt. Aus der Ehe ging die Tochter Minna Kunhardt hervor, die mit Johann Friedrich Albrecht August Meyer verheiratet war.

## Leben

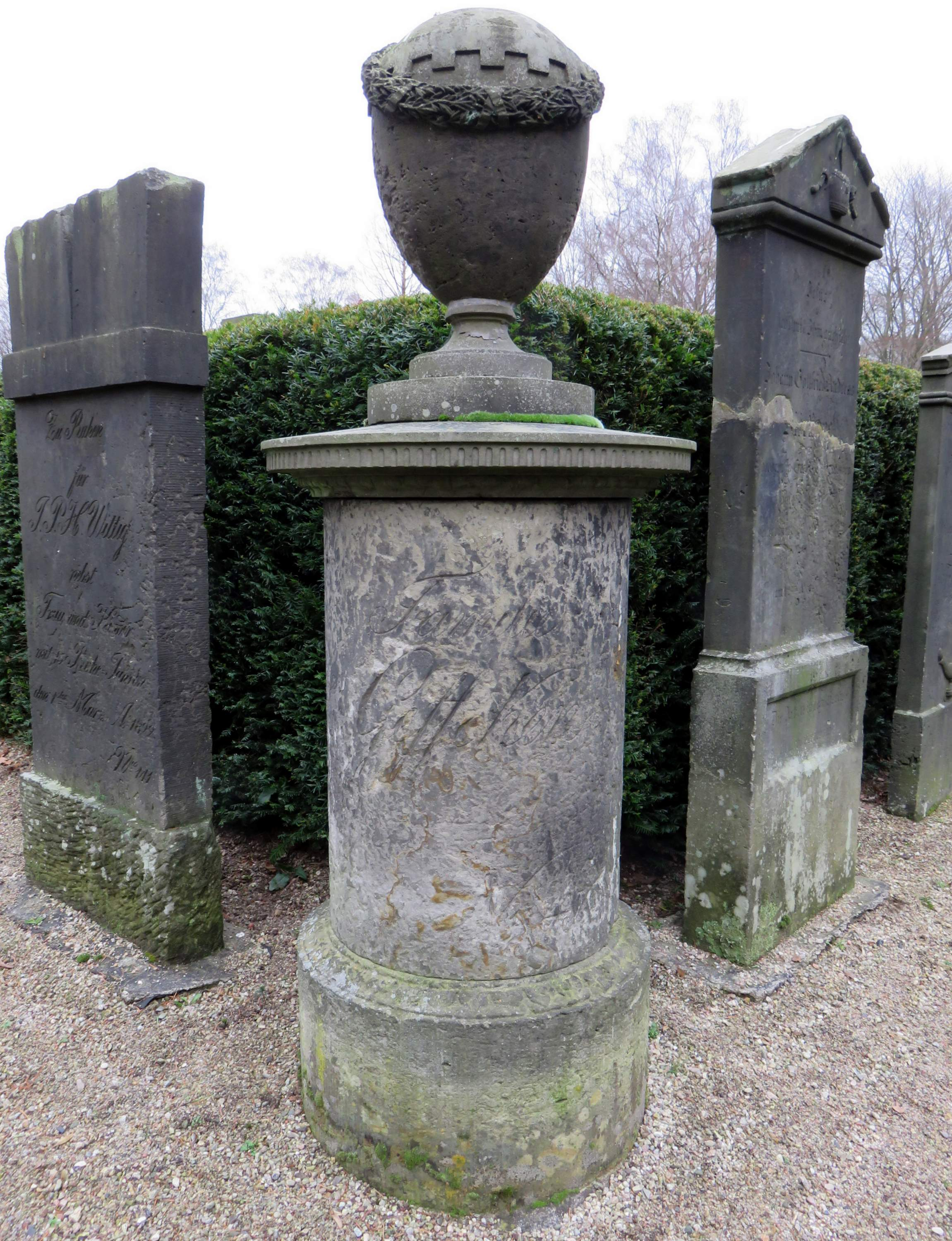
Freilichtmuseum Heckengarten

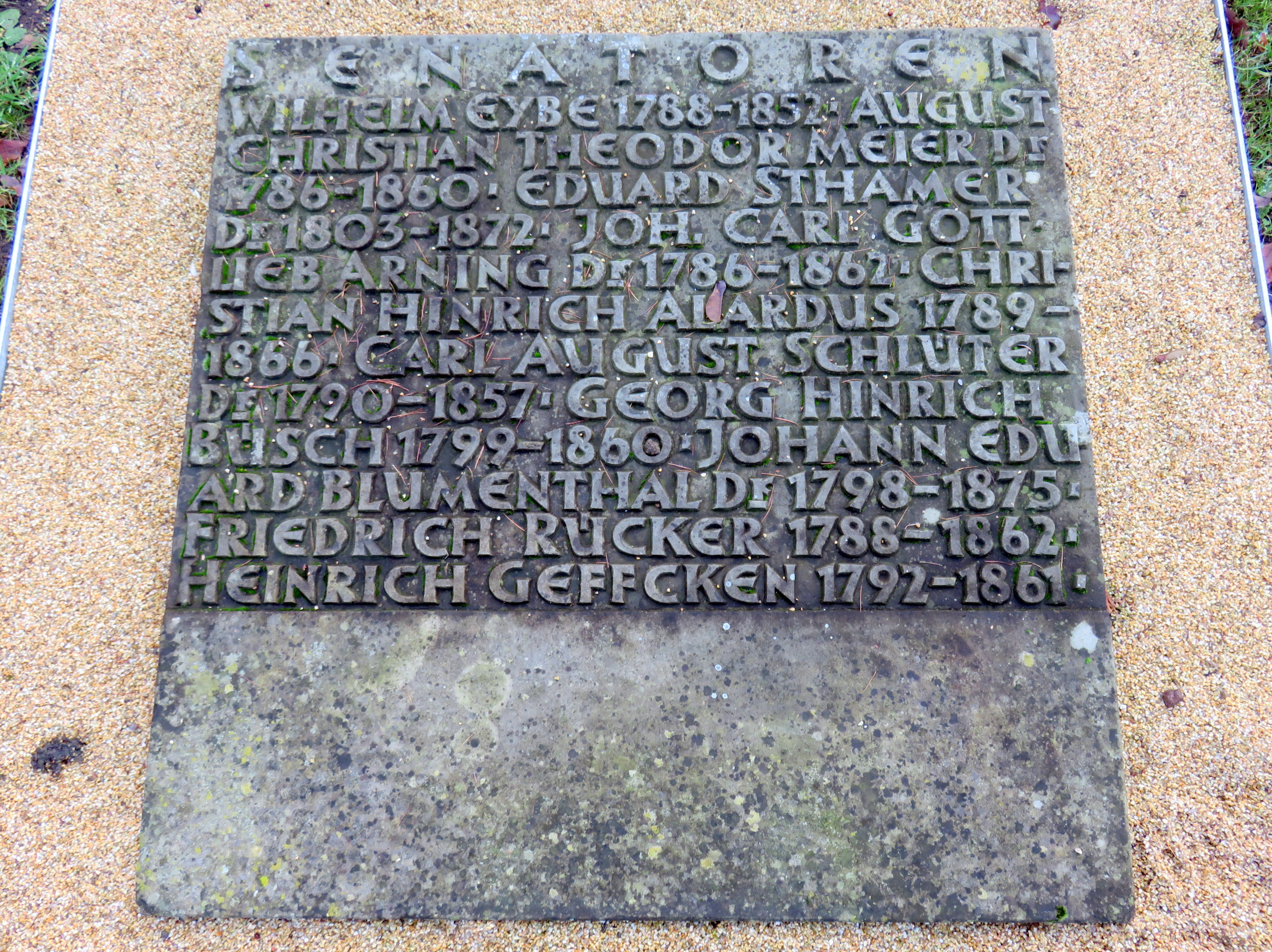
Sammelgrab Senatoren

Geffcken begann 1809 eine kaufmännische Lehre. Als die Franzosen 1813 ein zweites Mal Hamburg besetzten, flüchtete Geffcken nach Schweden. Später schloss er sich den Freiwilligen Corps der Hanseatische Legion an und nahm an den Kämpfen 1814 um die Befreiung Hamburgs teil, bei denen er sich auf der Veddel eine Verwundung zuzog.
Anfang 1816 übernahm Geffcken mit seinem Schwager Carl Philipp Kunhardt des väterliche Handelsgeschäft G. Lipmann & Geffcken. Er widmete sich in den folgenden Jahren dem Ausbau des Geschäftes zu einem im Drogenhandel bedeutenden Im- und Exporthaus. Ende der 1830er Jahre wurde Geffcken in der Hamburger Kommunalverwaltung aktiv, er gehörte insbesondere der Deputation für die Hamburg Giro Bank an, die sich um die Belange der Hamburger Bank und des Bargeldlosenzahlungsverkehrs, insbesondere um die Hamburger Abrechnung kümmerte. 1839 wurde Geffcken in die Commerzdeputation gewählt und war 1844 deren Präses. Nach dem Hamburger Brand wurde Geffcken in die Rat- und Bürgerdeputation vom 16. Juni 1842 eingesetzten, die sich zentral um den Wiederaufbau der zerstörten Stadt kümmerte. 
Am 23. April 1845 wurde Geffcken in damaligen Hamburger Rath gewählt, der sich 1860 in den Senat wandeln sollte, und dem er bis zu seinem Tod angehörte. Geffcken wurde 1848 vom Senat in die Neuner-Kommission entsandt, welche die Hamburgische Verfassung überarbeiten sollte und maßgeblich die Wahlgesetze von 1859 formulierte. Im Rat war Geffckens vor für Bank- und Handelsfragen zuständig. Zu Geffckens Nachfolger im Senat wurde Eduard Johns gewählt, der mit ihm schon in der Rat und Bürgerkommission gewirkt hatte.
Auf dem Ohlsdorfer Friedhof befindet sich im Grabmal-Freilichtmuseum Heckengarten der Familiengrabstein Geffcken, und im Bereich des Althamburgischen Gedächtnisfriedhofs wird auf der Sammelgrabmalplatte Senatoren (III) unter anderen an Heinrich Geffcken erinnert.